# Manoir de la Salle (Saint-Léon-sur-Vézère)
Le manoir de la Salle est un édifice français situé en Périgord noir, sur la commune de Saint-Léon-sur-Vézère, dans le département de la Dordogne, en région Nouvelle-Aquitaine.
Il fait l'objet d'une protection au titre des monuments historiques

## Description
Composé d'un manoir et d'un donjon carré avec une tour d'angle, le manoir de la Salle est situé dans le village de Saint-Léon-sur-Vézère, dans le département de la Dordogne. 

## Historique

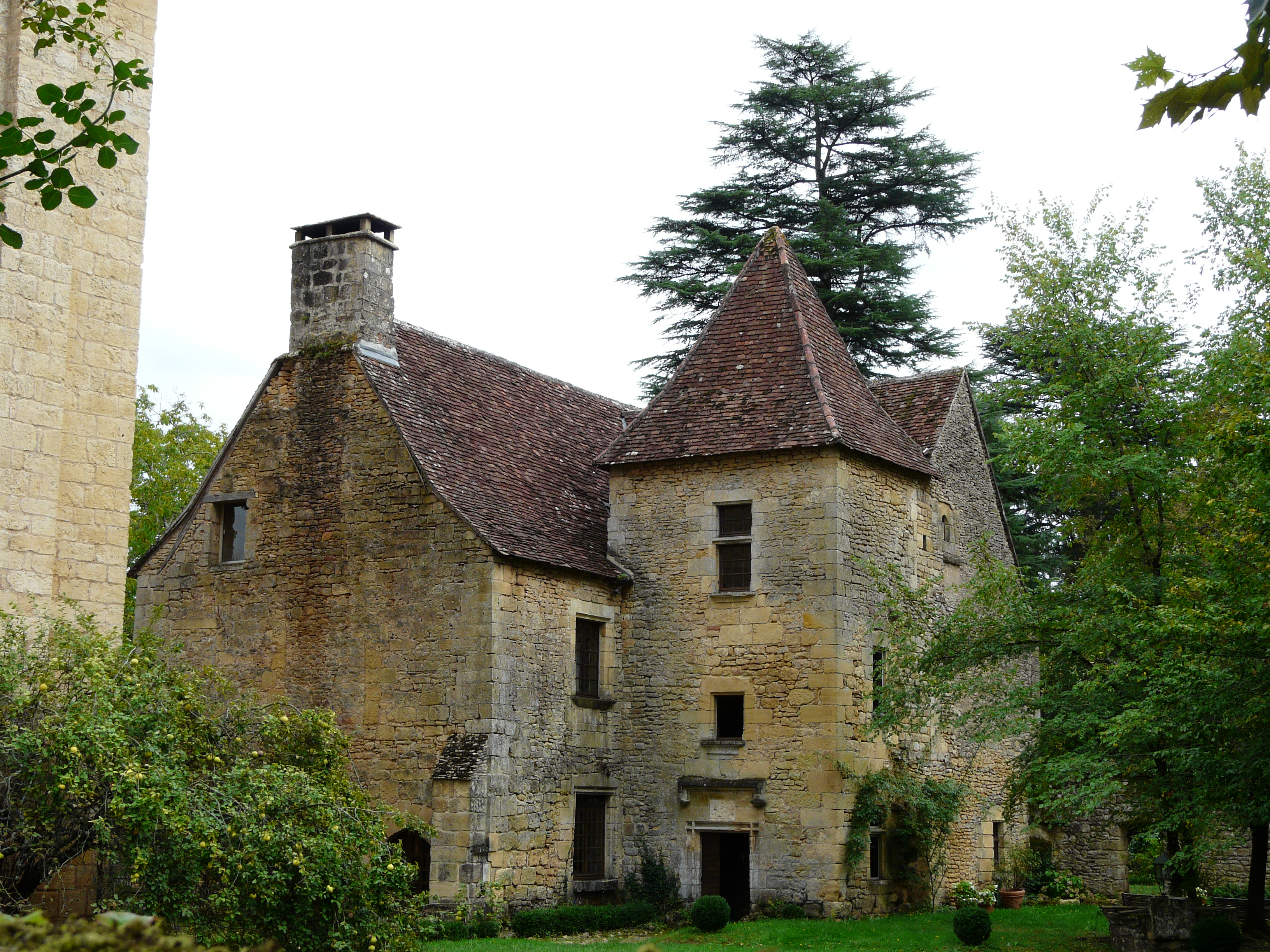
Le manoir de la Salle.

La tour carrée en bel appareil à contreforts plats a été construite au XIVe siècle. Elle est accostée d'une tourelle en pénétration qui renferme un escalier à vis. Elle est couronnée de mâchicoulis décoré supportant le chemin de ronde ; les merlons sont percés de petites ouvertures de tir. Elle possède un toit à quatre pans en lauzes supporté par une charpente d'origine. Quelques remaniements ont été faits au XVIIIe siècle. La tour est équipée à chaque étage de latrines en encorbellement.
Au XVe siècle a été construit un manoir séparé avec ses logis disposés en équerre et une tour placée dans l'angle rentrant.
Aux XIVe et XVe siècles, le fief appartenait à la famille de Mârtres. Elle l'a conservé jusqu'au XVIe siècle quand des membres de la famille participaient à la défense de Sarlat contre les huguenots. Puis le fief passa entre les mains de la famille Vivans avant qu'il devienne la propriété de la famille Cheylard par mariage en 1630.
Le prieuré attenant au manoir est inscrit au titre des monuments historiques par arrêté du 17 novembre 1941. Les façades et toitures du manoir font l’objet d’un classement au titre des monuments historiques depuis le 21 mai 1957.
Le château a été restauré à partir de 1969.
Au début des années 2020, Jean-Max Touron, déjà propriétaire de plusieurs sites historiques du département, a fait l'acquisition du manoir de la Salle afin de l'ouvrir au public, ce qui de nos jours est chose faite.